# Leona Vicario
Leona Vicario amb nom de naixement María de la Soledad Leona Camila Vicario Fernández de San Salvador (10 d'abril de 1789 – Ciutat de Mèxic, 21 d'agost de 1842), va ser una de les figures més destacades de la Guerra d'Independència de Mèxic on es va dedicar a informar els insurrectes de tots els moviments que podien interessar-los i que succeïen a la capital del virregnat. Membre de Los Guadalupes, va finançar amb la seva pròpia fortuna la insurrecció. Va ser una de les primeres dones periodistes de Mèxic. Impulsora del feminisme i de la cultura va afrontar a nombrosos riscs i penúries per difondre la ideologia dels llibertadors.
Li va ser concedit el títol honorífic de Benemèrita i Dulcísima Mare de la Pàtria pel Congrés de la Unió, el seu nom està inscrit amb lletres d'or al Mur d'Honor del Palau Legislatiu de San Lázaro, seu de la Cambra de Diputats de Mèxic.

## Primers anys
Leona Vicario va ser filla única, el seu pare va ser Gaspar Martín Vicario, comerciant espanyol provinent de Castella la Vella, Espanya i la seva mare va ser Camila Fernández de San Salvador, originària de Toluca. Va adquirir una curosa educació; va cultivar les ciències, les belles arts, la pintura, el cant i la literatura.
En morir els seus pares el 1807, va romandre sota la custòdia del seu oncle, el doctor en lleis i advocat Agustín Pomposo Fernández de San Salvador, que a més a més exercia com marmessor. u oncle [li | el] va permetre viure sola perquè estigués còmoda, va comprar una propietat contigua per estar [a l'arracada | al penjant | al sostre] d'ella, una mica escandalós per als costums de l'època. El seu oncle la va comprometre a matrimoni amb el coronel i advocat Octaviano Obregón, però aquest va viatjar a Espanya com a diputat a les Corts de Cadis.
L'any 1811 va conèixer Andrés Quintana Roo, un estudiant de lleis procedent de Yucatán que treballava en el despatx de Fernández de San Salvador. Tots dos van quedar enamorats, i Andrés va sol·licitar la mà de Leona, obtenint la negativa del seu oncle, argumentant que el jove era pobre. Davant la forçosa separació, Leona va cercar la manera d'ajudar per compte propi la causa insurrecta.

## Guerra d'Independència de Mèxic

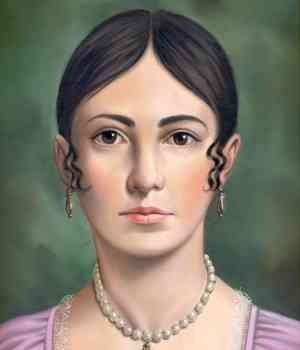
Retrat de Leona Vicario jove.

Des de 1810, Leona Vicario va formar part d'una societat secreta nomenada Los Guadalupes, els seus integrants van conformar una espècie de xarxa, [a través de correus amb Miguel Hidalgo y Costilla i José Maria Morelos y Pavón, perquè pertanyien a la societat virregnal, i això els permetia tenir accés a informació que d'altres insurrectes no tenien. A més a més, va donar empar a fugitius, va enviar diners i medicines i va col·laborar amb els rebels, transmetent-los recursos, notícies i informació de quantes novetats succeïen a la cort virregnal.
Fervent proselitista de la causa insurrecta, a la fi de 1812 va convèncer uns armers biscaïns perquè es passessin al bàndol insurrecte, traslladant-se a Tlalpujahua, localitat en què estava instal·lat el campament de Ignacio López Rayón, on es van dedicar a fabricar canons de artilleria finançats amb la venda de les seves joies i béns.
Al març de 1813, un dels seus correus va ser interceptat; Leona, en assabentar-se'n, va fugir amb rumb a Michoacán. De tornada a la capital, el seu oncle va aconseguir que la recloguessin al Col·legi de Betlem de les Mochas, en comptes de ser enviada a la presó. No va poder evitar que les autoritats la processessin de conformitat amb la justícia. La «Reial Junta de Seguretat i Buen Orden» li va instruir un procés en què van anar apareixent els documents que la van inculpar, entre d'altres els que fan referències als seus intents de fugida per passar-se al camp dels rebels; va ser sotmesa a interrogatori i es van presentar les proves que la inculpaven. Mai no va delatar els seus companys; va ser declarada culpable i se li va condemnar a formal presó i la confiscació de tots els seus béns.
Al maig de 1813, tres insurrectes disfressats d'oficials virregnals la van ajudar a escapar rumb a Tlalpujahua, Michoacán, on va contreure matrimoni amb Andrés Quintana Roo. A partir d'aleshores es va mantenir al costat del seu espòs al servei de la insurrecció i del Congrés de Chilpancingo. Morelos enviava cartes a Leona des de Chilpancingo; preocupat per la seva situació, va decidir recompensar-la amb una assignació econòmica, més tard ratificada i aprovada pel mateix Congrés, el 22 de desembre de 1813.
Al llarg de 1814 i gran part de 1815, Leona va continuar col·laborant i va treballar en els diaris: 'El Ilustrador Americano i el Semanario Patriótico Americano. Finalment, capturat i mort José Maria Morelos i dissolt el Congrés per les mateixes fraccions insurrectes enfrontades, Leona i el seu marit es van amagar en la zona de Michoacán, rebutjant els repetits indults que els arribaven des de la capital.
El 1817, Leona va tenir la seva primera filla: Genoveva. Perquè el matrimoni se pasava fugint d'un lloc a un altre, Leona va donar a llum la seva filla en una cova localitzada a Achipixtla, un lloc situat a la Tierra Caliente. Ignacio López Rayón va exercir com a padrí de la nena.
El 14 de març de 1818, amagats en la zona muntanyenca de Tlatlaya, actualment Estat de Mèxic, van ser capturats; pensant en les conseqüències que significaria per a la seva filla, van acceptar, per a mare i filla, l'indult que abans havien rebutjat.
Durant la seva estada a Toluca, Leona va tenir la seva segona filla, Maria Dolores Quintana Vicario, i va presenciar les celebracions fetes amb motiu de la jura de la Constitució de Cadis per Ferran VII, ocasió que la va portar a escriure el poema La libertad y la tiranía.

## Darrers anys i mort
Consumada la independència i en compensació per la confiscació dels seus béns, el Congrés de la República va concedir a Leona Vicario, a la sessió celebrada el 8 d'agost de 1823, una liquidació en metàl·lic, una hisenda nomenada Ocotepec, als Llanos d'Apan i tres cases a la Ciutat de Mèxic.
El 1827 el Congrés de l'Estat de Coahuila i Texas va acordar que la vila de Saltillo es denominés en endavant Leona Vicario, coneguda en aquestes èpoques com «la dona forta de la Independència».
Va tenir una tercera filla a qui van nomenar Dolores, en honor de la vila en què Miguel Hidalgo va iniciar la lluita per la independència el 1810. Leona Vicario va continuar amb activitats polítiques, periodístiques i poètiques al costat del seu espòs, a qui va defensar quan el president Anastasio Bustamante va decidir la seva persecució i condemna com a represàlia per les campanyes de premsa que es difonien des de El Federalista, editat gràcies als recursos de Leona i en el qual va continuar escrivint fins a la seva mort, el 21 d'agost de 1842 a casa seva a la Ciutat de Mèxic.

 A] la seva etapa de col·laboradora d'El Federalista, Leona Vicario es va enfrontar a Lucas Alamán, qui deia que les dones havien anat a la guerra d'Independència per amor als seus homes. Va escriure en la seva columna:
| «                                                                             | Confessi Sr. Alamán que no solament l'amor és el mòbil de les accions de les dones; que elles són capaces de tots els entusiasmes i que els sentiments de la glòria i la llibertat no els són uns sentiments estranys; sinó que val obrar en elles amb més vigor, com sempre els sacrificis de les dones, sigui el qual fos l'objecte o causa per qui les fan, són desinteressats, i sembla que no cerquen més recompensa d'ells, que la de que siguin acceptades. Pel que a mi toca, sé dir que les meves accions i opinions han estat sempre molt lliures, ningú no ha influït absolutament en elles, i en aquest punt he obrat amb total independència i sense atendre que les opinions que han tingut les persones que he estimat. Em persuadeixo que així seran totes les dones, exceptuant les molt estúpides, i a qui per efecte de la seva educació hagin contret un hàbit servil. D'ambdues classes n'hi ha també moltíssims homes. | » |
| — NO SIEMPRE EL AMOR ES EL MOVIL DE LAS ACCIONES DE LAS MUJERES:LEONA VICARIO | |   |

Va ser declarada Benemèrita i Dulcísima Mare de la Pàtria el 25 d'agost de 1842, als quatre dies de la seva defunció. Fins avui, ha estat l'única dona a Mèxic a qui se li han ofert funerals d'Estat. Les seves despulles van descansar, primer al Panteó de Santa Paula, després, el 28 de maig de 1900 van ser traslladats junt amb els del seu espòs Andrés Quintana Roo, a la Rotonda de les Persones il·lustres del Panteó Civil de Dolores, fins al seu trasllat a la Columna de la Independència el 1925.
El 30 de maig de 2010, van ser traslladats al Museu Nacional d'Història (Castell de Chapultepec) per a la seva conservació, anàlisi i autentificació. Posteriorment, el 15 d'agost del mateix any, van ser portats a Palau Nacional per ser col·locats a la Galeria Nacional en el marc de l'exposició «Mèxic 200 anys, la Construcció de la Pàtria». El seu nom està gravat amb lletres d'or al Congrés de l'estat de Quintana Roo a la ciutat de Chetumal.

## Llegat

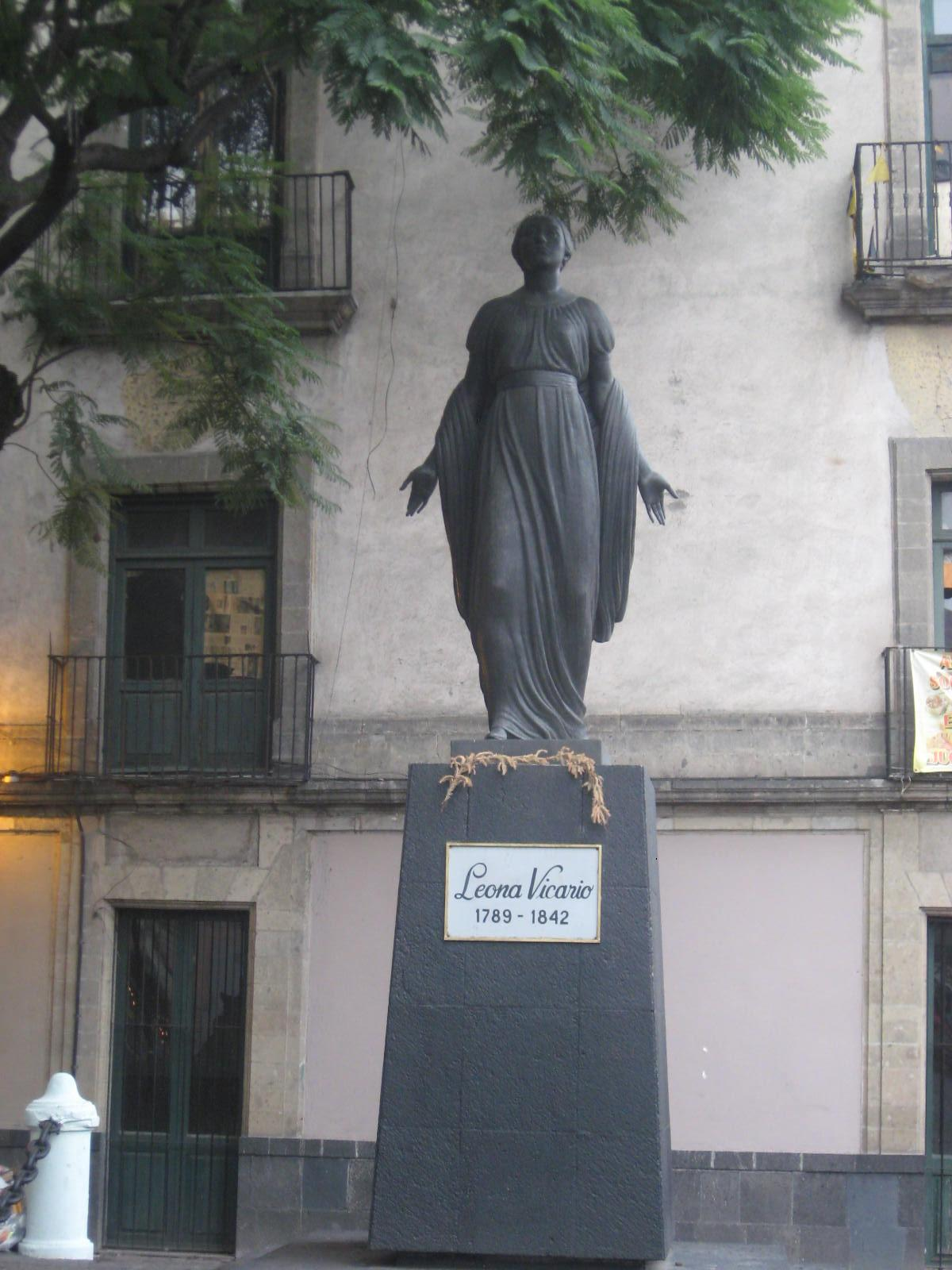
Escultura de Vicario a la Ciutat de Mèxic..

Leona Vicario és una heroïna nacional, Benemèrita de la Pàtria, Mare de la Pàtria i fundadora de Mèxic. És considerada la primera periodista a Mèxic. Existeixen moltes estàtues d'ella a través de tot Mèxic i a més a més, moltes escoles, hospitals, biblioteques, ciutats, pobles, carrers i llocs estan nomenats en el seu honor com el poblat Leona Vicario, a l'Estat de Quintana Roo.